# Paweł Latusek

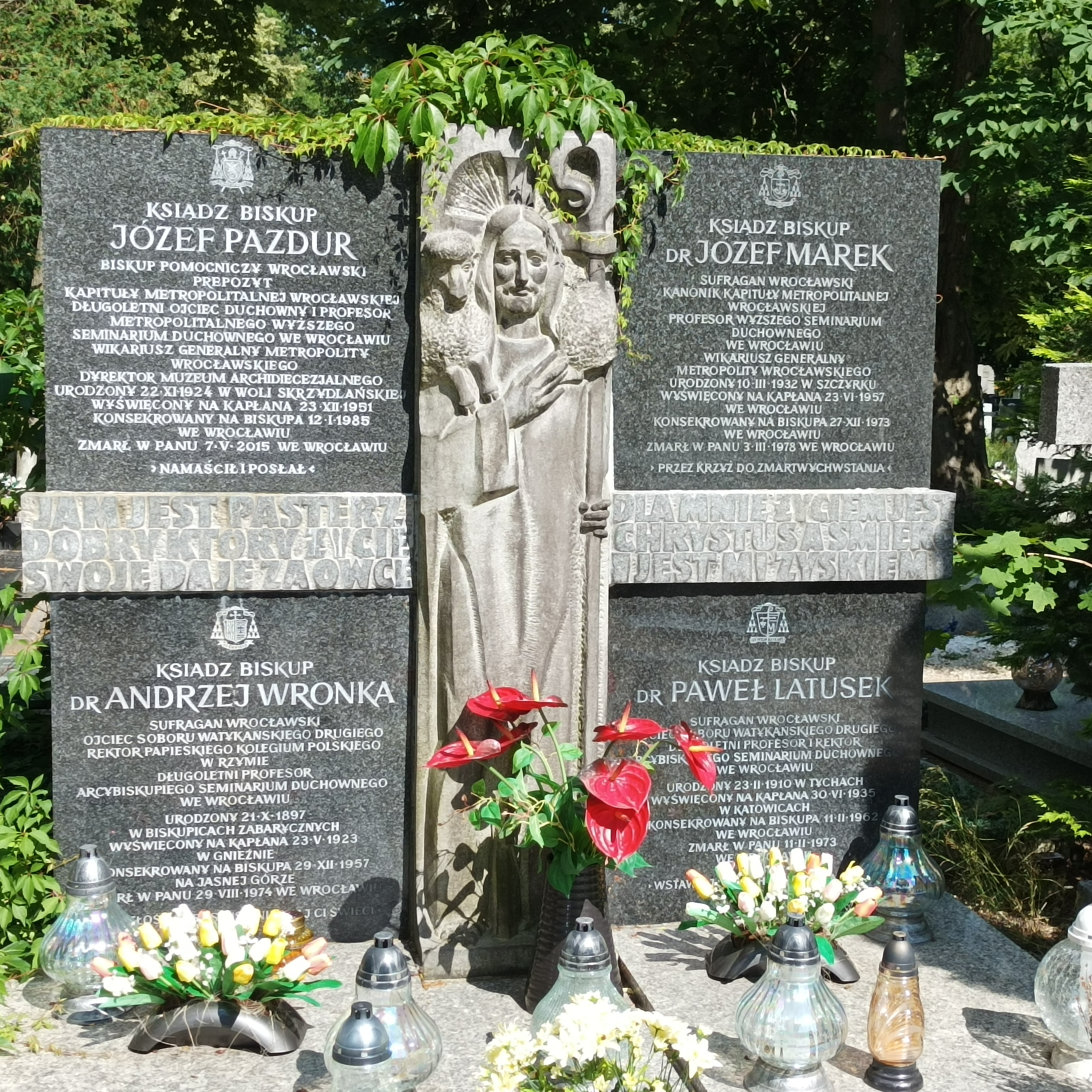
Grób biskupów pomocniczych wrocławskich na cmentarzu św. Wawrzyńca we Wrocławiu

Paweł Latusek (ur. 23 lutego 1910 w Tychach, zm. 11 lutego 1973 we Wrocławiu) – polski duchowny rzymskokatolicki, biskup pomocniczy wrocławski w latach 1962–1973 (do 1967 formalnie gnieźnieński).

## Życiorys
30 czerwca 1935 przyjął w katedrze katowickiej święcenia kapłańskie z rąk biskupa Teofila Bromboszcza. Studia kontynuował w Krakowie i Lille, gdzie zajmował się także duszpasterstwem wśród Polonii francuskiej. Po powrocie do kraju był kapelanem biskupa Stanisława Adamskiego i łącznikiem między wysiedlonym podczas okupacji biskupem diecezjalnym katowickim a jego diecezją. Skierowany do pracy duszpasterskiej na Opolszczyźnie, był pierwszym kanclerzem kurii biskupiej w Opolu oraz wikariuszem generalnym. W październiku 1950 z przyczyn politycznych został aresztowany przez Urząd Bezpieczeństwa Publicznego. W więzieniu spędził rok. Deportowany przez władze państwowe z Opolszczyzny w 1951, studiował na Katolickim Uniwersytecie Lubelskim, gdzie uzyskał ponownie doktorat. Następnie był wykładowcą, a od 1958 rektorem Wyższego Seminarium Duchownego we Wrocławiu.
13 listopada 1961 został mianowany biskupem tytularnym Aninety i biskupem pomocniczym archidiecezji gnieźnieńskiej, skierowanym do pracy duszpasterskiej we Wrocławiu. Święceń biskupich udzielił mu 11 lutego 1962 w archikatedrze św. Jana Chrzciciela we Wrocławiu biskup Bolesław Kominek. Był wikariuszem generalnym i rektorem seminarium duchownego we Wrocławiu. 16 października 1967 formalnie został mianowany biskupem pomocniczym archidiecezji wrocławskiej. W czasie posługi duszpasterskiej we Wrocławiu był represjonowany przez władze komunistyczne.
Uczestniczył w pracach III i IV sesji soboru watykańskiego II.
Pochowany na cmentarzu św. Wawrzyńca we Wrocławiu.
W 30. rocznicę śmierci biskupa przy wejściu do Arcybiskupiego Seminarium Duchownego wmurowano poświęconą mu tablicę pamiątkową.